# 단독제
단독제(單獨制)는 합의제의 상대개념으로, 공소가 제기된 사건의 재판을 1인의 법관이 담당하는 것을 말한다. 단독제는 사건을 신속하게 처리한다는 장점이 있지만, 신중하지 못한 판결을 내릴 가능성이 있다는 문제점이 있다. 이에 비해 합의제는 재판사건의 심리를 신중하고 적정하게 하기 위하여 합의체에 의해 재판하는 제도로서 단독제에 비해 판결과오의 가능성이 적으며, 가능하면 합의제를 채택하는 것이 바람직하다. 그러나 부족한 인적·물적 설비로는 단독제의 병행이 불가피하다. 현재 대한민국에서는 대법원·고등법원은 합의제를, 지방법원·가정법원은 합의제와 단독제를 병행하고 있다.

## 같이 보기
- 합의제